# Torönsborg
Torönsborg (eller Thorönsborg) är ett större gods i Söderköpings kommun.

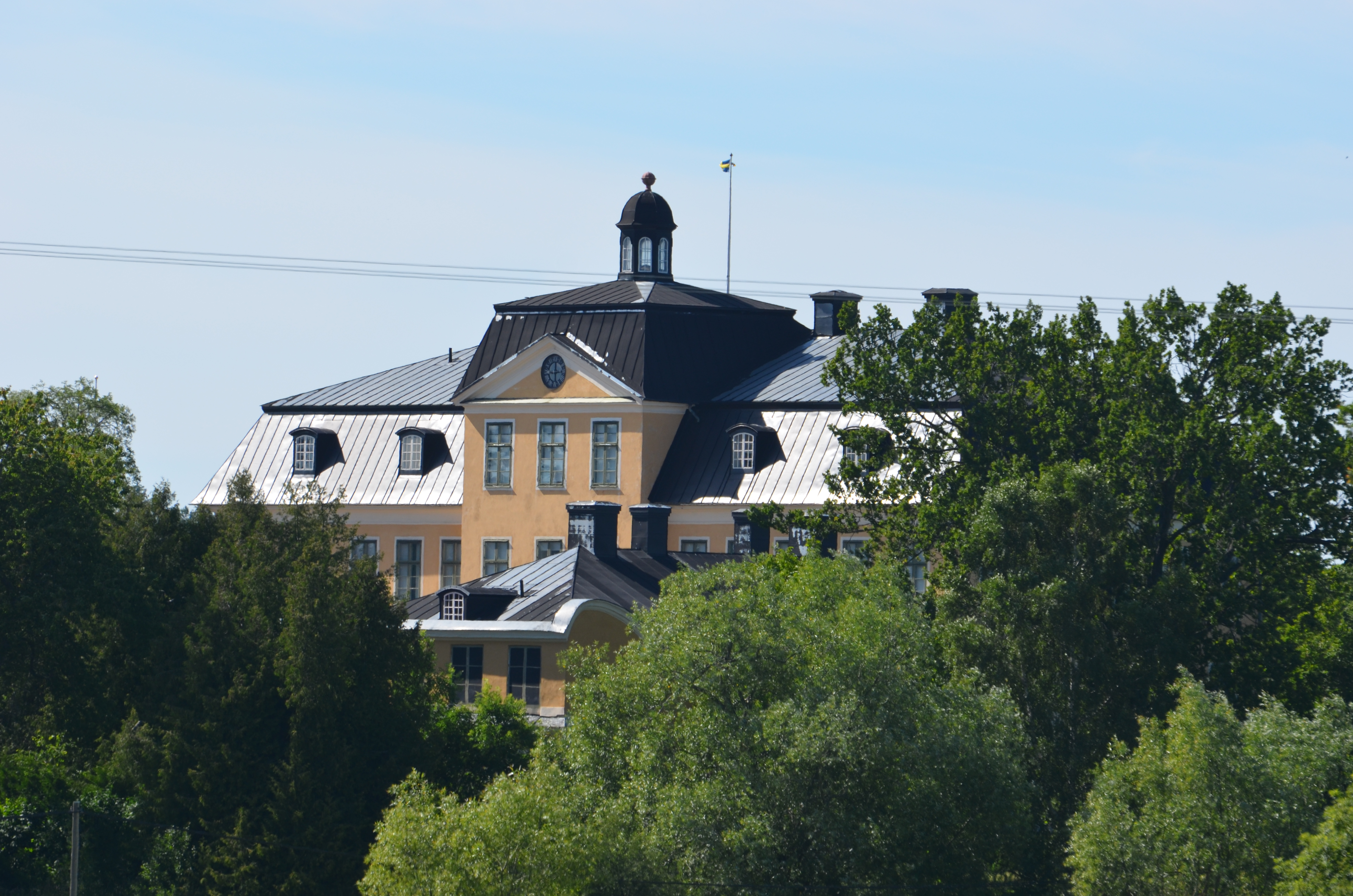
Torönsborg

Torönsborg ligger i Sankt Anna socken, 33 kilometer sydost om Söderköping, på fastlandsområdet Torön. Den slottsliknande huvudbyggnaden i sten på godset uppfördes 1736-56 efter ritningar av Carl Hårleman. En lantmäterikarta från 1684 visar en manbyggnad med ett högt torn vilken torde ingå i nuvarande byggnaden. Både Thorönsborg och granngården Herrborum blev nedbrända av ryssarna 1719. Huvudbyggnaden är uppförd i två våningsplan med ett mittparti med tre våningar. Huset långsida har en längd av 39 meter med 13 fönsterrader och en bredd på 15 meter med fem fönsterrader. Två envåningsflyglar på vardera åtta rum uppfördes 1750 respektive 1761. Slottet är naturskönt belägen på en hög udde i Dragsviken på Torön. Godset kallades ursprungligen Drags säteri, vilket har sitt ursprung i att man drog båtar över ett näs, numera kallat Näset respektive Näsudden på den västra sidan av Dragsviken.  I närheten, väster om näset på västra sidan av Kappelviken vid Basteviken ligger Herrborum, ett annat stort gods som under 200 år ingick i Torönsborgs ägor under epoken Gyllenstierna. Torönsborgs gods ägs idag av släkten Mörner.
Gården tillhörde under medeltiden en rad framstående personer, såsom hertig Bengt Algotsson, Bo Jonsson (Grip) och kung Karl Knutsson (Bonde). Karl Knutsson Bondes dotter Christina gifte sig med riksrådet Erik Eriksson Gyllenstierna i vars släkt gården stannade i över 300 år. Efter Christina och Erik Eriksson Gyllenstierna ärvdes godset av deras son Erik Eriksson (Gyllenstierna) d.y. Torönsborg blev säteri 1645, då kallat Drags säteri. Senare ändrades namnet på godset till Torönsborg. I slutet av 1700-talet innehades godset av riksdrotsen, Göran Gyllenstierna (1724-1799). C. G. Gyllenstierna lät uppföra fyra framträdande stenhus på gården: vagnsstall, ridhus och två stora spannmålsmagasin. Den gamla landsvägen mellan Söderköping och Norra Finnö passerade mellan slottet och de två spannmålsmagasinen. 1809 kom egendomen genom arv från släkten Gyllenstierna till hovmarskalken greve Carl Gustaf Mörner af Morlanda och i hans släkts ägo har den förblivit. Torönsborg ägdes i början av 1900-talet av grevinnan Ebba Mörner. Hennes brorsdotter grevinnan Louise Stenbock (omgift Montgomery) skrev 1913 boken "Thorönsborg. Från 1300-talets förra hälft till år 1913". Gösta Mörner övertog herrgården 1943 och förvaltade den under många år. Han avled 2006.
Slottsbyggnaden innehåller många unika inredningsdetaljer från 1700-talet och ett stort herrgårdsbibliotek som förvärvades från Stegeborgs slott i början av 1900-talet av dåvarande ägaren Ebba Mörner. Biblioteket omfattar 8 500 band huvudsakligen 1700-talslitteratur på franska. Biblioteket byggdes upp av Philip Werner von Schwerinpå Stegeborg. Bibliotekets äldsta bok är tryckt år 1557, författad på latin och avhandlar Euklides geometri.
Till Torönsborgs gods hör även landområdet Yxnö på Norra Finnö och ön Djursö strax norr om Norra Finnö. Godsets totala areal är 3 400 hektar varav 2 000 hektar utgör produktiv skogsmark. Av öppen areal används 180 hektar till köttdjursuppfödning. 200 hektar är uppdelat på sex olika arrendegårdar. Till godset hör även 1 500 hektar fiskevatten.
Torönsborgs slott förklarades som byggnadsminne 1976.